# Giovanni Grabesu
Giovanni Grabesu (Sassari, 10 maggio 1938 – Genova, 7 gennaio 2001) è stato un calciatore italiano, di ruolo attaccante.

## Caratteristiche tecniche
Giocò nel ruolo di esterno destro.

## Carriera
Ha disputato 10 incontri in Serie A con la maglia della Sampdoria in tre diverse stagioni, mettendo a segno tre reti, tutte nella stagione Serie A 1958-1959 (una doppietta nel successo interno sul Lanerossi Vicenza e una rete nel successo interno sul Bologna.
Ha inoltre totalizzato 41 presenze e 7 reti in Serie B nelle file di Prato e Sambenedettese. Ha poi chiuso la carriera giocando in Serie C con le maglie della Torres e della Salernitana, con un totale di 14 presenze ed una rete in terza serie.